# Amazona pretrei
L'amazzone occhirossi (Amazona pretrei) è un uccello della famiglia degli Psittacidi.
La quasi totale distruzione delle foreste di araucaria, habitat perfetto di questo pappagallo, e una politica insensata di catture hanno portato l'amazzone occhirossi sull'orlo dell'estinzione. Si ritiene, sulla base di censimenti e monitoraggi condotti da esperti, che la popolazione in libertà oggi si aggiri tra i 7500 e gli 8000 individui.
Si presenta con una taglia attorno ai 32 cm e con un piumaggio base di un verde intenso, con effetto ondulato dato dal bordo nero delle penne. La testa presenta la caratteristica che spiega il nome comune, una cerchiatura dell'occhio di un rosso vivace che si estende anche sulla fronte. Il rosso è ben visibile anche sul bordo dell'ala e sugli «stivali», cioè sulla parte piumata delle gambe. Vive nelle foreste di araucaria i cui frutti sono la base della sua dieta in un'area che va dalla regione brasiliana del Rio Grande del Sud alla provincia argentina di Misiones, fino anche all'Uruguay e alle province sud-orientali del Paraguay.